# 스테파니 워링
스테파니 워링(Stephanie Waring, 1978년 2월 19일 ~ )은 잉글랜드의 배우이다. 연속극 《홀리오크》의 신디 컨닝햄 역으로 유명하다.

## 출연 작품
- 홀리오크 (1995)